# Бурила Мика (Мехединци)
Бурила Мика (рум. Burila Mică) насеље је у Румунији у жупанији Мехединци у општини Гогошу. Место се налази на надморској висини од 98 m.

## Становништво
Према подацима из 2002. године у насељу је живело 990 становника.

### Попис2002.
| Расподела становништва по националности 2002.‍ | Расподела становништва по националности 2002.‍ | Расподела становништва по националности 2002.‍ | Расподела становништва по националности 2002.‍ | Расподела становништва по националности 2002.‍ |
| --------------------------------------------- | --------------------------------------------- | --------------------------------------------- | --------------------------------------------- | --------------------------------------------- |
|                                               |                                               |                                               |                                               |                                               |
| Румуни                                        | Румуни                                        |                                               | 598                                           | 60,5%                                         |
| Роми                                          | Роми                                          |                                               | 391                                           | 39,5%                                         |